# Daniel Speck

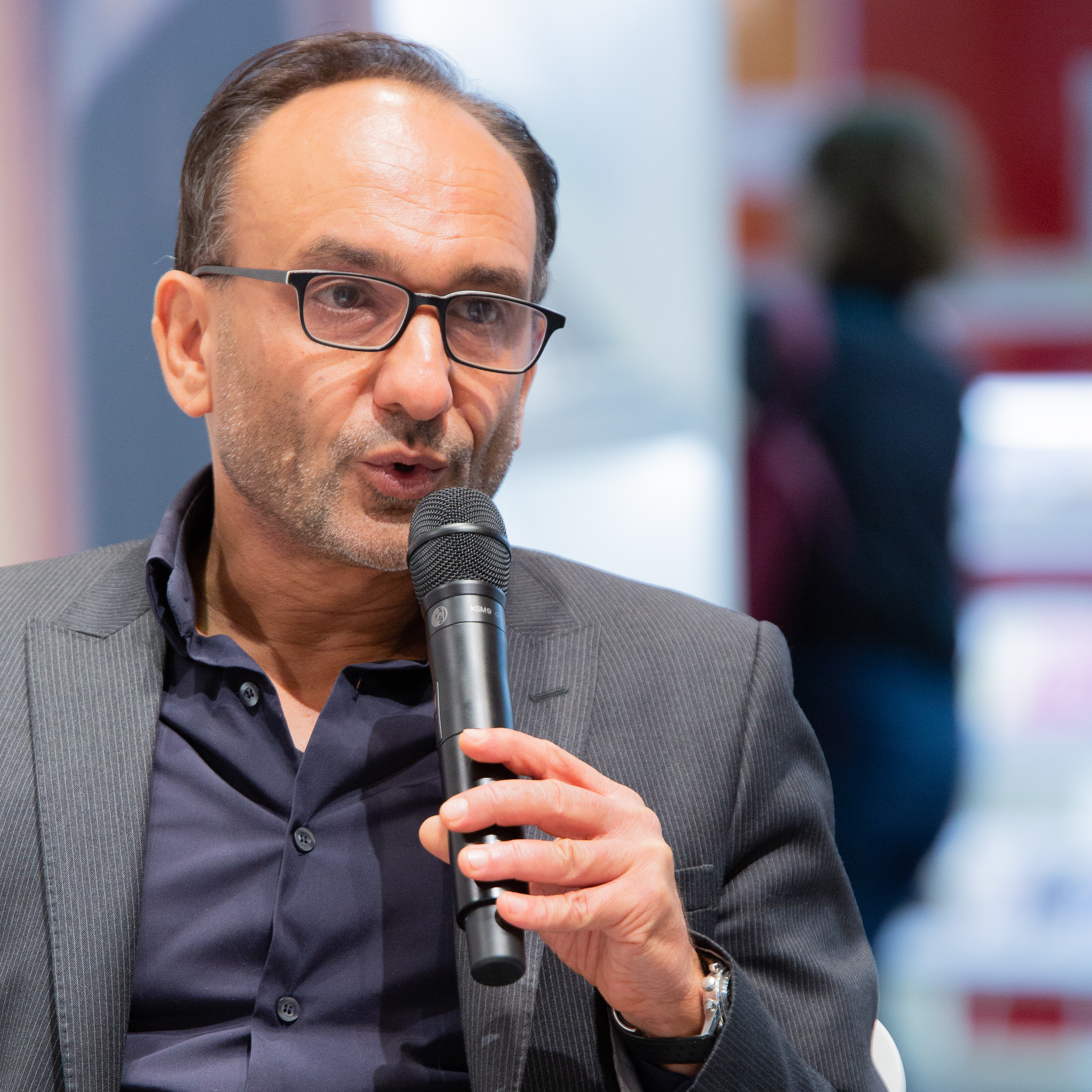
Daniel Speck auf der Frankfurter Buchmesse 2018

Daniel Speck (* 2. Oktober 1969 in München) ist ein deutscher Drehbuchautor und Schriftsteller. Er verfasste unter anderem die Drehbücher für Meine verrückte türkische Hochzeit (2006) und Maria, ihm schmeckt’s nicht! (2009). Sein erster Roman Bella Germania war das erfolgreichste deutsche Debüt des Jahres 2016.

## Leben
Daniel Speck wuchs in München auf. Seine Mutter ist eine deutsche Erziehungswissenschaftlerin, sein Vater war ein tunesischer Arzt. Nach dem Abitur und Zivildienst absolvierte er Regie-, Produktions- und Schnittpraktika bei verschiedenen Kino- und Fernsehproduktionen. Er drehte eigene Kurzfilme, die auf Nachwuchs-Festivals prämiert wurden. Er studierte Germanistik und Filmgeschichte an der Ludwig-Maximilians-Universität München und der Universität La Sapienza in Rom. Er ist Absolvent der Drehbuchwerkstatt der Hochschule für Fernsehen und Film München.
Speck verfasste unter anderem die Drehbücher für Meine verrückte türkische Hochzeit (2006), Maria, ihm schmeckt’s nicht! (2009) und Antonio, ihm schmeckt’s nicht! (2016). Seine Arbeit für die Pro-Sieben-Produktion Meine verrückte türkische Hochzeit wurde mehrfach ausgezeichnet. Beim Fernsehfilm-Festival Baden-Baden erhielt er 2006 den Preis der Jury und den 3sat-Zuschauerpreis. Es folgten 2007 der Grimme-Preis und der Bayerische Fernsehpreis für das beste Drehbuch.
Sein erster Roman Bella Germania war das erfolgreichste deutsche Debüt des Jahres 2016 und stand 85 Wochen auf der Spiegel-Bestsellerliste. Er handelt von einer deutsch-italienischen Familie in drei Generationen, in der sich die Nachkriegsgeschichte beider Länder spiegelt. Specks zweiter Roman Piccola Sicilia erschien 2018 und wurde ebenfalls zum Bestseller. Er spielt im gleichnamigen multikulturellen Hafenviertel von Tunis und wurde inspiriert von der wahren Geschichte eines deutschen Soldaten, der im Nordafrikafeldzug einem italienischen Juden das Leben rettete. Sein dritter Roman Jaffa Road aus dem Jahr 2021 ist die Fortsetzung. Er erzählt von einer deutschen, einer israelischen und einer palästinensischen Familie in drei Generationen. In Rückblenden spielt die Handlung z. T. in der Zeit der Staatsgründung Israels und der Nakba.
Mit dem 2022 erschienenen Buch Terra Mediterranea hat Speck eine kulinarische Reise unternommen. Rund ums Mittelmeer besucht er die Rechercheorte seiner Romane, stellt Kochrezepte vor und vor allem die Menschen und Geschichten, die hinter den Rezepten stecken.
Speck ist auch als Dramaturg tätig. Zudem lehrt er als Dozent (Drehbuch) unter anderem an der Hochschule für Fernsehen und Film München (HFF), der Deutschen Film- und Fernsehakademie Berlin (dffb), der Internationalen Filmschule Köln (ifs) und am Atelier Ludwigsburg-Paris. Von 2014 bis 2015 war er Fellow am Exzellenzcluster „Kulturelle Grundlagen von Integration“ am Kulturwissenschaftlichen Kolleg der Universität Konstanz. Daniel Speck lebt in München.

## Werke

### Filmografie
- 1991: Der Jongleur (Deutscher Jugendfilmpreis 1992[8])
- 1996: Brundibar – Die Kinderoper aus Theresienstadt
- 1996: Was solln die Mätzchen Schätzchen? (Kurzfilm)
- 1997: Coffee Blues (arte)
- 2000: Im Club der Millionäre
- 2006: Meine verrückte türkische Hochzeit
- 2006: Die Hölle von Verdun (ZDF)
- 2009: Maria, ihm schmeckt’s nicht!
- 2010: Zimtstern und Halbmond
- 2011: Fischer fischt Frau
- 2015: Ein letzter Tango (Un tango más, Dokumentarfilm)
- 2016: Antonio, ihm schmeckt’s nicht!
- 2018: Bella Germania

### Romane
- 1996: Kater Karli. Kinderbuch, Thienemann, 1996, ISBN 978-3-522-43183-5
- 2016: Bella Germania. Frankfurt a. M.: Fischer Taschenbuch, 2016, ISBN 978-3-596-29596-8.
- 2018: Piccola Sicilia. S. Fischer Verlage, 2018, ISBN 978-3-596-70162-9
- 2021: Jaffa Road. Roman, S. Fischer, 2021, ISBN 978-3-596-70384-5
- 2023: Yoga Town. Roman, S. Fischer, 2023, ISBN 978-3-949465-04-8

### Hörbücher
- Bella Germania. Argon
- Piccola Sicilia. Argon, 2018, ISBN 978-3-7324-5229-3
- Jaffa Road. Argon, 2021, ISBN 978-3-7324-1873-2
- Yoga Town, 2023